# Mannschaftskader der österreichischen Staatsliga im Schach 1987/88
Die österreichische Schachstaatsliga 1987/88 hatte folgende Spielermeldungen und Einzelergebnisse.
Aufgelistet sind nur Spieler, die mindestens einen Einsatz in der Saison hatten. In Einzelfällen kann die Reihenfolge von der hier angegebenen abweichen.

## Legende
Die nachstehenden Tabellen enthalten folgende Informationen:
- Nr.: Ranglistennummer.
- Titel: FIDE-Titel zu Saisonbeginn (Eloliste vom Juli 1987); GM = Großmeister, IM = Internationaler Meister, FM = FIDE-Meister, WGM = Großmeister der Frauen, WIM = Internationaler Meister der Frauen, WFM = FIDE-Meister der Frauen, CM = Candidate Master, WCM = Candidate Master der Frauen
- Elo: (FIDE-)Elo-Zahl zu Saisonbeginn (Eloliste vom Juli 1987), sofern vorhanden.
- Nation: Nationalität gemäß Eloliste vom Juli 1987
- G: Anzahl Gewinnpartien (kampflose Siege werden in den Einzelbilanzen berücksichtigt)
- R: Anzahl Remispartien
- V: Anzahl Verlustpartien (kampflose Niederlagen werden in den Einzelbilanzen nicht berücksichtigt)
- Pkt.: Anzahl der erreichten Punkte
- Partien: Anzahl der gespielten Partien
- Elo-Perf.: Turnierleistung der Spieler mit mindestens fünf Partien
- Normen: Erspielte Normen für FIDE-Titel

## SK Merkur Graz
| Nr. | Titel | Name              | Elo  | Nation     | G | R  | V | Pkt. | Partien | Elo- Perf. | Normen |
| --- | ----- | ----------------- | ---- | ---------- | - | -- | - | ---- | ------- | ---------- | ------ |
| 01  | IM    | Walter Wittmann   | 2400 | Österreich | 8 | 10 | 0 | 13   | 18      | 2514       |        |
| 02  | IM    | Walter Pils       | 2360 | Österreich | 2 | 11 | 4 | 7,5  | 17      | 2297       |        |
| 03  | FM    | Alexander Fauland | 2330 | Österreich | 7 | 7  | 3 | 10,5 | 17      | 2322       |        |
| 04  | FM    | Horst Watzka      | 2335 | Österreich | 6 | 12 | 0 | 12   | 18      | 2382       |        |
| 05  |       | Peter Schrafl     |      | Österreich | 0 | 0  | 2 | 0    | 02      |            |        |

## SK VÖEST Linz
| Nr. | Titel | Name              | Elo  | Nation     | G | R | V | Pkt. | Partien | Elo- Perf. | Normen |
| --- | ----- | ----------------- | ---- | ---------- | - | - | - | ---- | ------- | ---------- | ------ |
| 01  | IM    | Georg Danner      | 2425 | Österreich | 5 | 6 | 7 | 8    | 18      | 2318       |        |
| 02  | FM    | Heinz Baumgartner | 2335 | Österreich | 6 | 6 | 2 | 9    | 14      | 2433       |        |
| 03  | FM    | Alfred Felsberger | 2310 | Österreich | 7 | 7 | 4 | 10,5 | 18      | 2316       |        |
| 04  |       | Ernst Schüller    | 2210 | Österreich | 8 | 4 | 5 | 10   | 17      | 2172       |        |
| 05  |       | Friedrich Wöber   |      | Österreich | 1 | 1 | 1 | 1,5  | 03      |            |        |
| 06  |       | Horst Niedermayr  | 2230 | Österreich | 0 | 2 | 0 | 1    | 02      |            |        |

## Casino Salzburg
| Nr. | Titel | Name              | Elo  | Nation     | G | R  | V | Pkt. | Partien | Elo- Perf. | Normen |
| --- | ----- | ----------------- | ---- | ---------- | - | -- | - | ---- | ------- | ---------- | ------ |
| 01  |       | Egon Brestian     | 2335 | Österreich | 5 | 10 | 1 | 10   | 16      | 2391       |        |
| 02  |       | Reinhard Hanel    | 2375 | Österreich | 4 | 12 | 2 | 10   | 18      | 2367       |        |
| 03  |       | Engelbert Schöppl | 2325 | Österreich | 2 | 13 | 3 | 8,5  | 18      | 2260       |        |
| 04  |       | Heinz Peterwagner |      | Österreich | 4 | 12 | 2 | 10   | 18      | 2300       |        |
| 05  |       | Ralph Dum         |      | Österreich | 0 | 2  | 0 | 1    | 02      |            |        |

## SK Hietzing Wien
| Nr. | Titel | Name              | Elo  | Nation     | G | R  | V | Pkt. | Partien | Elo- Perf. | Normen |
| --- | ----- | ----------------- | ---- | ---------- | - | -- | - | ---- | ------- | ---------- | ------ |
| 01  | FM    | Adolf Herzog      | 2375 | Österreich | 3 | 3  | 2 | 4,5  | 08      | 2410       |        |
| 02  |       | Gerhard Schroll   | 2370 | Österreich | 0 | 2  | 0 | 1    | 02      |            |        |
| 03  | FM    | Karl Janetschek   | 2365 | Österreich | 4 | 4  | 4 | 6    | 12      | 2305       |        |
| 04  |       | Michael Schlosser | 2350 | Österreich | 5 | 5  | 6 | 7,5  | 16      | 2269       |        |
| 05  | FM    | Ernst Swoboda     | 2305 | Österreich | 4 | 6  | 0 | 7    | 10      | 2449       |        |
| 06  | FM    | Ulrich Steiner    | 2290 | Österreich | 0 | 0  | 1 | 0    | 01      |            |        |
| 07  |       | Herbert Zöbisch   | 2255 | Österreich | 2 | 10 | 1 | 7    | 13      | 2305       |        |
| 08  |       | Anton Strauß      |      | Österreich | 1 | 6  | 0 | 4    | 07      |            |        |
| 09  |       | Wolfgang Krpelan  |      | Österreich | 0 | 2  | 0 | 1    | 02      |            |        |

## SK Austria Wien
| Nr. | Titel | Name               | Elo  | Nation     | G | R | V | Pkt. | Partien | Elo- Perf. | Normen |
| --- | ----- | ------------------ | ---- | ---------- | - | - | - | ---- | ------- | ---------- | ------ |
| 01  | FM    | Günter Miniböck    | 2315 | Österreich | 6 | 3 | 3 | 7,5  | 12      | 2399       |        |
| 02  | FM    | Peter Roth         | 2365 | Österreich | 2 | 4 | 4 | 4    | 10      | 2241       |        |
| 03  | FM    | Klaus Opl          | 2290 | Österreich | 3 | 1 | 3 | 3,5  | 07      |            |        |
| 04  |       | Karl Grillitsch    | 2265 | Österreich | 8 | 7 | 3 | 11,5 | 18      | 2349       |        |
| 05  | FM    | Walter Braun       | 2245 | Österreich | 3 | 1 | 3 | 3,5  | 07      | 2253       |        |
| 06  | FM    | Johann Pöcksteiner | 2270 | Österreich | 3 | 5 | 0 | 5,5  | 08      | 2375       |        |
| 07  | FM    | Hans Singer        | 2275 | Österreich | 1 | 2 | 3 | 2    | 06      |            |        |
| 08  |       | Franz Wiedermann   | 2225 | Österreich | 0 | 0 | 2 | 0    | 02      |            |        |
| 09  |       | Rene Vokroj        |      | Österreich | 0 | 0 | 2 | 0    | 02      |            |        |

## SK Flötzersteig-Breitensee
| Nr. | Titel | Name             | Elo  | Nation     | G | R | V | Pkt. | Partien | Elo- Perf. | Normen |
| --- | ----- | ---------------- | ---- | ---------- | - | - | - | ---- | ------- | ---------- | ------ |
| 01  | FM    | Leo Kwatschewsky | 2265 | Österreich | 2 | 9 | 6 | 6,5  | 17      | 2290       |        |
| 02  |       | Khaled Mahdy     | 2365 | Ägypten    | 7 | 8 | 3 | 11   | 18      | 2443       |        |
| 03  | FM    | Harald Herndl    | 2285 | Österreich | 5 | 7 | 4 | 8,5  | 16      | 2304       |        |
| 04  |       | Erich Wohlmann   |      | Österreich | 6 | 5 | 5 | 8,5  | 16      | 2187       |        |
| 05  |       | Herbert Heil     |      | Österreich | 0 | 3 | 1 | 1,5  | 04      |            |        |
| 06  |       | Oswald Seuß      |      | Österreich | 0 | 1 | 0 | 0,5  | 01      |            |        |

## SG ASK/KSV Klagenfurt
| Nr. | Titel | Name            | Elo  | Nation     | G | R  | V | Pkt. | Partien | Elo- Perf. | Normen |
| --- | ----- | --------------- | ---- | ---------- | - | -- | - | ---- | ------- | ---------- | ------ |
| 01  | IM    | Franz Hölzl     | 2390 | Österreich | 5 | 6  | 7 | 8    | 18      | 2266       |        |
| 02  | FM    | Kurt Petschar   | 2285 | Österreich | 4 | 8  | 2 | 8    | 14      | 2385       |        |
| 03  | FM    | Heimo Titz      | 2290 | Österreich | 5 | 10 | 3 | 10   | 18      | 2309       |        |
| 04  |       | Wolfgang Schade |      | Österreich | 0 | 0  | 4 | 0    | 04      |            |        |
| 05  |       | Manfred Schumi  | 2210 | Österreich | 3 | 9  | 3 | 7,5  | 15      | 2203       |        |
| 06  |       | Erich Senoner   |      | Österreich | 1 | 1  | 1 | 1,5  | 03      |            |        |

## WSV-ATSV Ranshofen
| Nr. | Titel | Name                  | Elo  | Nation      | G | R  | V  | Pkt. | Partien | Elo- Perf. | Normen |
| --- | ----- | --------------------- | ---- | ----------- | - | -- | -- | ---- | ------- | ---------- | ------ |
| 01  |       | Josef Ager            | 2260 | Österreich  | 3 | 5  | 10 | 5,5  | 18      | 2205       |        |
| 02  |       | Ulrich Fößmeier       |      | Deutschland | 5 | 8  | 5  | 9    | 18      | 2278       |        |
| 03  |       | Werner Dür            |      | Österreich  | 3 | 10 | 5  | 8    | 18      | 2214       |        |
| 04  |       | Andreas Druckenthaner | 2270 | Österreich  | 5 | 10 | 3  | 10   | 18      | 2216       |        |

## SC Donaustadt
| Nr. | Titel | Name              | Elo  | Nation     | G | R | V | Pkt. | Partien | Elo- Perf. | Normen |
| --- | ----- | ----------------- | ---- | ---------- | - | - | - | ---- | ------- | ---------- | ------ |
| 01  | FM    | Heinrich Eisterer | 2340 | Österreich | 3 | 9 | 4 | 7,5  | 16      | 2274       |        |
| 02  |       | Franz Schuh       | 2280 | Österreich | 3 | 5 | 3 | 5,5  | 11      | 2284       |        |
| 03  |       | Helmut Kummer     | 2270 | Österreich | 3 | 4 | 9 | 5    | 16      | 2234       |        |
| 04  |       | Martin Hofbauer   |      | Österreich | 1 | 4 | 3 | 3    | 08      | 2297       |        |
| 05  |       | Anton Stummer     | 2270 | Österreich | 3 | 3 | 5 | 4,5  | 11      | 2174       |        |
| 06  |       | Gerhard Holzer    |      | Österreich | 1 | 0 | 0 | 1    | 01      |            |        |
| 07  |       | Rene Schwab       |      | Österreich | 0 | 1 | 1 | 0,5  | 02      |            |        |
| 08  |       | Lothar Lockl      |      | Österreich | 0 | 0 | 2 | 0    | 02      |            |        |
| 09  |       | Kay Hansen        |      | Österreich | 0 | 1 | 0 | 0,5  | 01      |            |        |
| 10  | IM    | Alfred Beni       | 2220 | Österreich | 0 | 4 | 0 | 2    | 04      |            |        |

## SK St. Pölten
| Nr. | Titel | Name               | Elo  | Nation     | G | R  | V | Pkt. | Partien | Elo- Perf. | Normen |
| --- | ----- | ------------------ | ---- | ---------- | - | -- | - | ---- | ------- | ---------- | ------ |
| 01  |       | Karl Röhrl         | 2290 | Österreich | 3 | 12 | 3 | 9    | 18      | 2355       |        |
| 02  |       | Alois Hellmayr     | 2300 | Österreich | 4 | 5  | 5 | 6,5  | 14      | 2318       |        |
| 03  |       | Felix Winiwarter   |      | Österreich | 5 | 2  | 7 | 6    | 14      | 2183       |        |
| 04  |       | Johann Haas        |      | Österreich | 0 | 4  | 4 | 2    | 08      | 2093       |        |
| 05  |       | Martin Raubal      |      | Österreich | 0 | 0  | 4 | 0    | 04      |            |        |
| 06  |       | Hannes Ganaus      |      | Österreich | 1 | 6  | 3 | 4    | 10      | 2086       |        |
| 07  |       | Friedrich Knapp    |      | Österreich | 0 | 1  | 0 | 0,5  | 01      |            |        |
| 08  |       | Richard Engelhardt |      | Österreich | 0 | 1  | 1 | 0,5  | 02      |            |        |
| 09  |       | Hofstetter         |      | Österreich | 0 | 0  | 1 | 0    | 01      |            |        |

Anmerkung: Der Vorname des Spielers Hofstetter ließ sich nicht ermitteln.